# Lijst van voetbalinterlands Roemenië - Zwitserland
Deze lijst van voetbalinterlands is een overzicht van alle officiële voetbalwedstrijden tussen de nationale teams van Roemenië en Zwitserland. De landen speelden tot op heden vijftien keer tegen elkaar. De eerste ontmoeting,  een kwalificatiewedstrijd voor het Wereldkampioenschap voetbal 1934, werd gespeeld in Bern op 19 oktober 1933. De laatste confrontatie, een kwalificatiewedstrijd voor het Europees kampioenschap voetbal 2024 vond plaats op 21 november 2023 in Boekarest.

## Wedstrijden
| №  | Plaats    | Datum            | Competitie           | Wedstrijd              | Uitslag |
| -- | --------- | ---------------- | -------------------- | ---------------------- | ------- |
| 1  | Bern      | 19 oktober 1933  | WK 1934 kwalificatie | Zwitserland – Roemenië | 2 – 2   |
| 2  | Boekarest | 2 november 1966  | EK 1968 kwalificatie | Roemenië – Zwitserland | 4 – 2   |
| 3  | Zürich    | 24 mei 1967      | EK 1968 kwalificatie | Zwitserland – Roemenië | 7 – 1   |
| 4  | Boekarest | 23 november 1968 | WK 1970 kwalificatie | Roemenië – Zwitserland | 2 – 0   |
| 5  | Lausanne  | 14 mei 1969      | WK 1970 kwalificatie | Zwitserland – Roemenië | 0 – 1   |
| 6  | Boekarest | 10 oktober 1981  | WK 1982 kwalificatie | Roemenië – Zwitserland | 1 – 2   |
| 7  | Bern      | 11 november 1981 | WK 1982 kwalificatie | Zwitserland – Roemenië | 0 – 0   |
| 8  | Luzern    | 3 april 1990     | Vriendschappelijk    | Zwitserland – Roemenië | 2 – 1   |
| 9  | Neuchâtel | 3 april 1991     | EK 1992 kwalificatie | Zwitserland – Roemenië | 0 – 0   |
| 10 | Boekarest | 13 november 1991 | EK 1992 kwalificatie | Roemenië – Zwitserland | 1 – 0   |
| 11 | Detroit   | 22 juni 1994     | WK 1994              | Roemenië – Zwitserland | 1 – 4   |
| 12 | Luzern    | 30 mei 2012      | Vriendschappelijk    | Zwitserland – Roemenië | 0 – 1   |
| 13 | Parijs    | 15 juni 2016     | EK 2016              | Roemenië – Zwitserland | 1 – 1   |
| 14 | Luzern    | 19 juni 2023     | EK 2024 kwalificatie | Zwitserland – Roemenië | 2 – 2   |
| 15 | Boekarest | 21 november 2023 | EK 2024 kwalificatie | Roemenië – Zwitserland | 1 – 0   |

## Samenvatting
| Competitie        | Totaal gespeeld | Winst Roemenië | Gelijk | Winst Zwitserland | Doelsaldo Roemenië – Zwitserland |
| ----------------- | --------------- | -------------- | ------ | ----------------- | -------------------------------- |
| WK-eindronde      | 1               | 0              | 0      | 1                 | 1 − 4                            |
| WK-kwalificatie   | 5               | 2              | 2      | 1                 | 6 − 4                            |
| EK-eindronde      | 1               | 0              | 1      | 0                 | 1 − 1                            |
| EK-kwalificatie   | 6               | 3              | 2      | 1                 | 9 − 11                           |
| Vriendschappelijk | 2               | 1              | 0      | 1                 | 2 − 2                            |
| Totaal            | 15              | 6              | 5      | 4                 | 19 − 22                          |

## Details

### Zesde ontmoeting
| WK 1982 kwalificatie (Boekarest, Roemenië, 10 oktober 1981): |       |                                       |
| Roemenië                                                     | 1 – 2 | Zwitserland                           |
| Ilie Balaci 56'                                              | goals | 26' Robert Lüthi 69' Gianpietro Zappa |

### Zevende ontmoeting
| WK 1982 kwalificatie (Bern, Zwitserland, 11 november 1981):                                               |       |          |
| Zwitserland                                                                                               | 0 – 0 | Roemenië |
| | goals |          |
| - Debuut van Mircea Rednic, Nelu Stănescu, Ioan Andone, Romulus Gabor en George Iorgulescu voor Roemenië. |       |          |

### Achtste ontmoeting
| Vriendschappelijk (Luzern, Zwitserland, 3 april 1990):                                      |       |                          |
| Zwitserland                                                                                 | 1 – 0 | Roemenië                 |
| Heinz Hermann 44' Frédéric Chassot 48'                                                      | goals | 25' (pen.) Gheorghe Hagi |
| - Debuut van Philipp Walker (FC Lugano) en Didier Gigon (Neuchâtel Xamax) voor Zwitserland. |       |                          |

### Tiende ontmoeting
| EK 1992 kwalificatie (Boekarest, Roemenië, 13 november 1991): |              | |
| Roemenië | 1 – 0        | Zwitserland |
| Dorin Mateuț 71' | goals        | |
| Mircea Rădulescu | bondscoach   | Uli Stielike |
| Silviu Lung Adrian Popescu Emil Săndoi Gheorghe Popescu Michael Klein 3' Ion Lupescu Daniel Timofte 46' Dorin Mateuț Gheorghe Hagi Marius Lăcătuș Florin Răducioiu | opstellingen | Stefan Huber Marc Hottiger Dominique Herr Ciriaco Sforza Peter Schepull 65' Beat Sutter 77' Heinz Hermann Christophe Ohrel Alain Sutter Kubilay Türkyilmaz Stéphane Chapuisat |
| Dorinel Munteanu 3' Ovidiu Sabău 46' | wissels      | 65' Christophe Bonvin 77' Thomas Bickel |
| Marius Lăcătuș 12' | gele kaarten | 9' Kubilay Türkyilmaz 38' Ciriaco Sforza |
| - Laatste interland van Zwitserland onder leiding van bondscoach Uli Stielike.                                                                                     |              | |

### Elfde ontmoeting
| WK 1994 (Pontiac, Verenigde Staten, 22 juni 1994): |       |                                                                         |
| Roemenië                                           | 1 – 4 | Zwitserland                                                             |
| Gheorghe Hagi 35'                                  | goals | 16' Alain Sutter 52' Stéphane Chapuisat 65' Adrian Knup 72' Adrian Knup |

### Twaalfde ontmoeting
| Vriendschappelijk (Luzern, Zwitserland, 30 mei 2012): |       |                     |
| Zwitserland                                           | 0 – 1 | Roemenië            |
|                                                       | goals | 56' Gheorghe Grozav |

FRF · A-internationals · Selecties · Bondscoaches · Statistieken · Roemeens vrouwenelftal · Olympisch elftal · Roemenië U21 · Roemenië U20 · Roemenië U19 · Roemenië U18 · Roemenië U17 · Roemenië U16
1922 – 1929 · 
1930 – 1939 · 
1940 – 1949 · 
1950 – 1959 · 
1960 – 1969 · 
1970 – 1979 · 
1980 – 1989 · 
1990 – 1999 · 
2000 – 2009 · 
2010 – 2019 · 
2020 – 2029
EK's: 1984 · 
1996 · 
2000 · 
2008 · 
2016 · 
2024
WK's: 1930 · 
1934 · 
1938 · 
1970 · 
1990 · 
1994 · 
1998
OS: 1924 · 
1952 · 
1964 · 
2020
1922 · 
1923 · 
1924 · 
1925 · 
1926 · 
1927 · 
1928 · 
1929 · 
1930 · 
1931 · 
1932 · 
1933 · 
1934 · 
1935 · 
1936 · 
1937 · 
1938 · 
1939 · 
1940 · 
1941 · 
1942 · 
1943 · 
1944 · 
1945 · 
1946 · 
1947 · 
1948 · 
1949 · 
1950 · 
1952 · 
1952 · 
1953 · 
1954 · 
1955 · 
1956 · 
1957 · 
1958 · 
1959 · 
1960 · 
1961 · 
1962 · 
1963 · 
1964 · 
1965 · 
1966 · 
1967 · 
1968 · 
1969 · 
1970 · 
1971 · 
1972 · 
1973 · 
1974 · 
1975 · 
1976 · 
1977 · 
1978 · 
1979 · 
1980 · 
1981 · 
1982 · 
1983 · 
1984 · 
1985 · 
1986 · 
1987 · 
1988 · 
1989 · 
1990 · 
1991 · 
1992 · 
1993 · 
1994 · 
1995 · 
1996 · 
1997 · 
1998 · 
1999 · 
2000 · 
2001 · 
2002 · 
2003 · 
2004 · 
2005 · 
2006 · 
2007 · 
2008 · 
2009 · 
2010 · 
2011 · 
2012 · 
2013 · 
2014 · 
2015 ·
2016 ·
2017 ·
2018 ·
2019 ·
2020 ·
2021 ·
2022 ·
2023
Albanië ·
Algerije ·
Andorra ·
Argentinië ·
Armenië ·
Australië ·
Azerbeidzjan ·
België ·
Bolivia ·
Bosnië en Herzegovina ·
Brazilië ·
Bulgarije ·
Chili ·
China ·
Colombia ·
Congo-Kinshasa ·
Cuba ·
Cyprus ·
DDR ·
Denemarken ·
Duitsland ·
Ecuador ·
Egypte ·
Engeland ·
Estland ·
Faeröer ·
Finland ·
Frankrijk ·
Georgië ·
Griekenland ·
Honduras ·
Hongarije ·
Ierland ·
IJsland ·
Irak ·
Iran ·
Israël ·
Italië ·
Ivoorkust ·
Japan ·
Joegoslavië ·
Kameroen ·
Kazachstan · 
Kosovo · 
Kroatië ·
Letland ·
Liechtenstein ·
Litouwen ·
Luxemburg ·
Malta ·
Marokko ·
Mexico ·
Moldavië ·
Montenegro ·
Nederland ·
Nigeria ·
Noord-Ierland ·
Noord-Macedonië ·
Noorwegen ·
Oekraïne ·
Oostenrijk ·
Paraguay ·
Peru ·
Polen ·
Portugal ·
Rusland ·
San Marino ·
Schotland ·
Servië ·
Slovenië ·
Slowakije ·
Sovjet-Unie ·
Spanje ·
Trinidad en Tobago ·
Tsjechië ·
Tsjecho-Slowakije ·
Tunesië ·
Turkije ·
Turkmenistan ·
Uruguay ·
Verenigde Arabische Emiraten ·
Verenigde Staten ·
Wales ·
Wit-Rusland ·
Zuid-Korea ·
Zweden ·
Zwitserland
Albanië (2016) · 
Frankrijk (2008) · 
Frankrijk (2016) · 
Italië (2008) · 
Nederland (2008) · 
Zwitserland (2016)
SFV · A-internationals · Selecties · Bondscoaches · Zwitsers vrouwenelftal · Olympisch elftal · Zwitserland U21 · Zwitserland U19 · Zwitserland U18 · Zwitserland U17 · Zwitserland U16 · Vrouwen U17
1905 – 1919 · 
1920 – 1929 · 
1930 – 1939 · 
1940 – 1949 · 
1950 – 1959 · 
1960 – 1969 · 
1970 – 1979 · 
1980 – 1989 · 
1990 – 1999 · 
2000 – 2009 · 
2010 – 2019 · 
2020 – 2029
EK's: 1996 · 
2004 · 
2008 · 
2016 · 
2020 · 
2024
WK's: 1934 · 
1938 · 
1950 · 
1954 · 
1962 · 
1966 · 
1994 · 
2006 · 
2010 · 
2014 · 
2018 · 
2022
OS: 1924 · 
1928 · 
2012
1905 · 
1906 · 1907 · 
1908 · 
1909 · 
1910 · 
1911 · 
1912 · 
1913 · 
1914 · 
1915 · 
1916 · 
1917 · 
1918 · 
1919 · 
1920 · 
1921 · 
1922 · 
1923 · 
1924 · 
1925 · 
1926 · 
1927 · 
1928 · 
1929 · 
1930 · 
1931 · 
1932 · 
1933 · 
1934 · 
1935 · 
1936 · 
1937 · 
1938 · 
1939 · 
1940 · 
1941 · 
1942 · 
1943 · 
1944 · 
1945 · 
1946 · 
1947 · 
1948 · 
1949 · 
1950 · 
1952 ·
1952 · 
1953 · 
1954 · 
1955 · 
1956 · 
1957 · 
1958 · 
1959 · 
1960 · 
1961 · 
1962 · 
1963 · 
1964 · 
1965 · 
1966 · 
1967 · 
1968 · 
1969 · 
1970 · 
1971 · 
1972 · 
1973 · 
1974 · 
1975 · 
1976 · 
1977 ·
1978 · 
1979 · 
1980 · 
1981 · 
1982 · 
1983 · 
1984 · 
1985 · 
1986 · 
1987 · 
1988 · 
1989 · 
1990 ·
1991 · 
1992 · 
1993 · 
1994 ·
1995 · 
1996 · 
1997 · 
1998 · 
1999 · 
2000 · 
2001 · 
2002 · 
2003 · 
2004 · 
2005 · 
2006 · 
2007 · 
2008 · 
2009 · 
2010 · 
2011 · 
2012 · 
2013 ·
2014 ·
2015 ·
2016 ·
2017 ·
2018 ·
2019 ·
2020 ·
2021 ·
2022
Albanië ·
Algerije · 
Andorra · 
Argentinië ·
Australië ·
Azerbeidzjan ·
België ·
Bolivia ·
Bosnië en Herzegovina ·
Brazilië ·
Bulgarije ·
Canada ·
Chili ·
China ·
Colombia ·
Costa Rica ·
Cyprus ·
Denemarken ·
DDR ·
Duitsland ·
Ecuador ·
Egypte ·
Engeland · 
Estland ·
Faeröer ·
Finland ·
Frankrijk ·
Georgië ·
Ghana ·
Gibraltar ·
Griekenland ·
Honduras ·
Hongarije ·
Hongkong ·
Ierland ·
IJsland ·
Israël ·
Italië ·
Ivoorkust ·
Jamaica ·
Japan ·
Joegoslavië ·
Kameroen ·
Kenia ·
Kosovo ·
Kroatië ·
Letland ·
Liechtenstein ·
Litouwen ·
Luxemburg ·
Malta ·
Marokko ·
Mexico ·
Moldavië ·
Montenegro ·
Nederland ·
Nigeria ·
Noord-Ierland ·
Noorwegen ·
Oekraïne ·
Oman ·
Oostenrijk ·
Panama ·
Peru ·
Polen ·
Portugal ·
Qatar ·
Roemenië ·
Rusland ·
Saarland ·
San Marino ·
Schotland ·
Servië ·
Slovenië ·
Slowakije ·
Sovjet-Unie · 
Spanje ·
Togo ·
Tsjechië ·
Tsjecho-Slowakije ·
Tunesië ·
Turkije ·
Uruguay ·
Venezuela ·
VA Emiraten ·
Verenigde Staten ·
Wales ·
Wit-Rusland ·
Zimbabwe ·
Zuid-Korea ·
Zweden
Albanië (2016) ·
Argentinië (2014) ·
Brazilië (2018) ·
Chili (2010) ·
Costa Rica (2018) ·
Ecuador (2014) ·
Frankrijk (2006) ·
Frankrijk (2014) ·
Frankrijk (2016) ·
Frankrijk (2021) ·
Honduras (2010) · 
Honduras (2014) · 
Italië (2021) · 
Oekraïne (2006) ·
Portugal (2008)  · 
Portugal (2022) · 
Roemenië (2016) · 
Servië (2018) ·
Spanje (2010) ·
Spanje (2021) ·
Togo (2006) ·
Tsjechië (2008) ·
Turkije (2008) ·
Turkije (2021) ·
Wales (2021) ·
Zuid-Korea (2006) ·
Zweden (2018)